# Gravura em metal

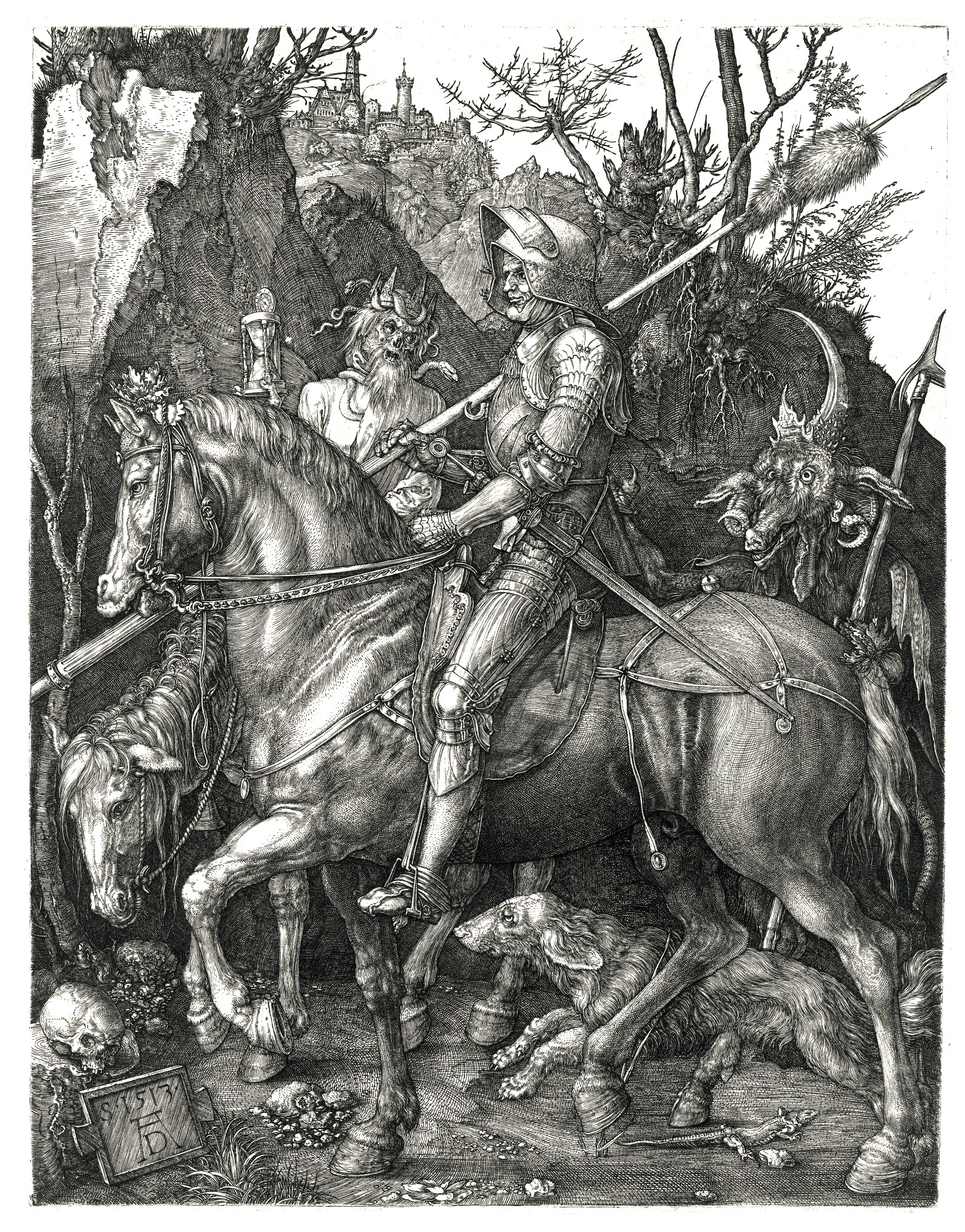
O Cavaleiro, a Morte e o Diabo (1513), gravura em metal de Dürer.

A gravura em metal, também conhecida como gravura de encavo, é um método de impressão pelo qual imagens são gravadas através de uma placa de metal, que pode ser produzida em cobre, zinco, latão e alumínio. Encavo, côncavo, em oco ou de entalhe significa que a parte a ser impressa é aquela que é encavada no metal e que o depósito de tinta para impressão é feito dentro dos sulcos gravados e não sobre a superfície da matriz, como no caso da Xilogravura. Por isso, e pelas formas que o metal pode ser manipulado, a impressão na placa de metal apresenta muitas variedades de tons e imagens, trazendo mais possibilidades para as impressões.
E assim como outras técnicas da gravura, as obras criadas podem ser reproduzidas diversas vezes, mesmo que cada impressão ainda seja reconhecida como única. Entinta-se a matriz de modo que a tinta penetre no interior dos sulcos e depois limpa-se a tinta em excesso, também dito como a tinta que fica na superfície da placa que ainda não foi absorvida. A impressão só pode ser feita com prensa calcográfica, pois necessita forte pressão para o papel entrar no sulco. A matriz de metal pode ser impressa sem tinta, resultando numa imagem em baixo relevo que se chama também de timbragem.

## História
A técnica da gravura em metal começou a ser utilizada na Europa no século XV, com matrizes a partir de placas de alumínio. As placas de metal, nessa época, são feitas por incisão direta, o que é chamado de ponta-seca.
O maior e principal artista europeu, que desenvolveu esta técnica foi Albrecht Dürer,  gravador, pintor, ilustrador e teórico alemão de arte e, provavelmente, o mais famoso artista do Renascimento nórdico, tendo influenciado artistas do século XVI no seu país e no resto da região.

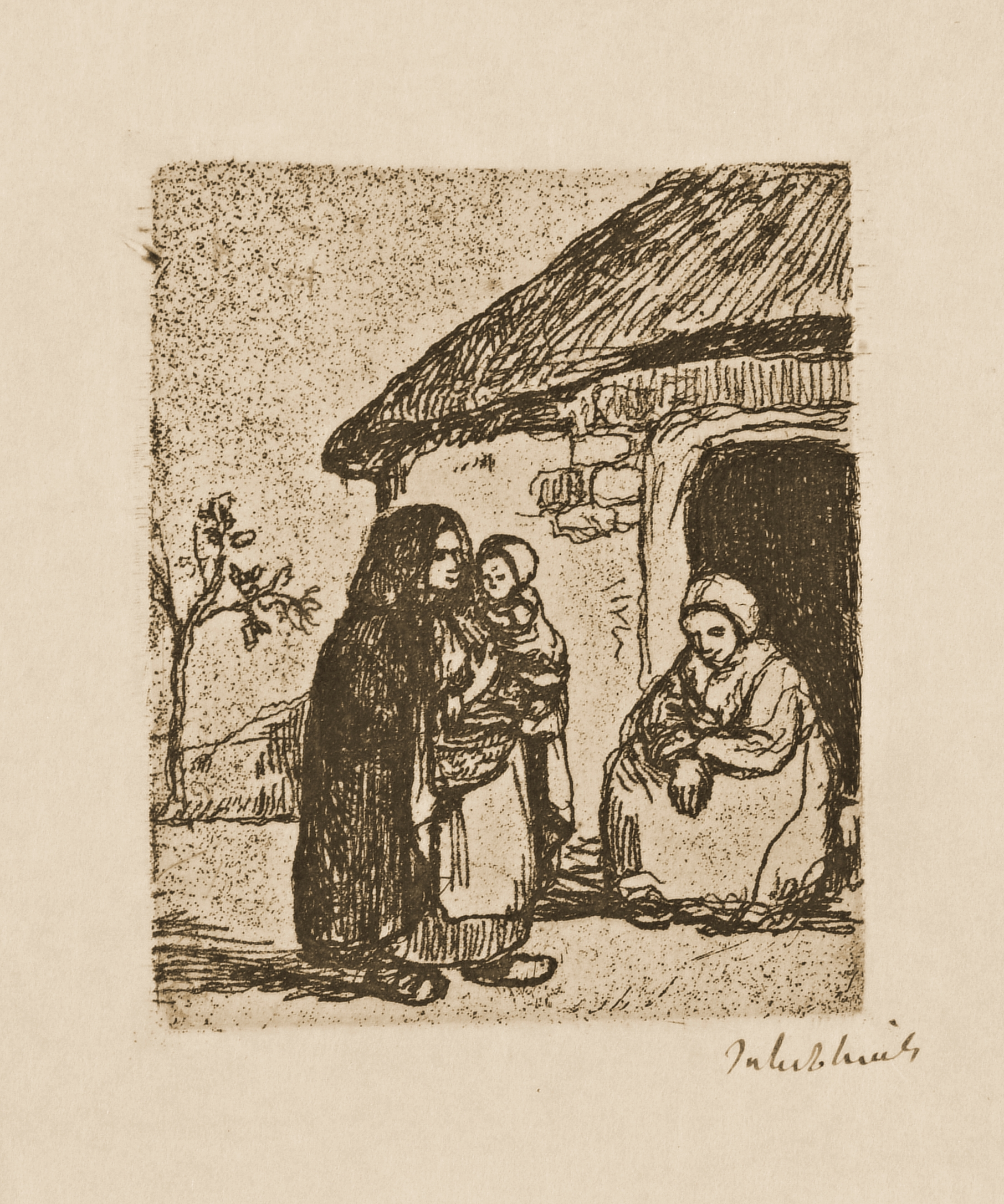
Gravura em água-forte. Kleine bedelaarster, Jakob Smits (1855–1928)

## Técnica
A gravação da chapa metálica pode ser realizada através de incisão direta ou indireta. A incisão direta envolve técnicas em que o gravador sulca a matriz com ajudas de ferramentas como o talho doce, o buril, a ponta-seca e maneira negra. Por incisão indireta, também conhecida como gravação química, compreende-se as técnicas que o gravador emprega algum químico que corrói a matriz. Processos químicos de gravura em metal são a água-forte, água-tinta e verniz mole. O mais comum é que se use diversos processos numa mesma matriz para gerar diversos efeitos na impressão.

## Gravura em metal no Brasil
Durante o século XX na Europa, a arte da gravação é feita por pintores, quase sempre relegada a um segundo plano, mesmo que de alta qualidade, a gravura não era tão importante assim, principalmente por seu fator gráfico. Na Europa, nessa época, a demanda era por um outro tipo de estética. No Brasil, a gravura é feita por gravadores, a maior parte da produção é feita por artistas que se dedicam exclusivamente à gravura. Alguns deles são Oswaldo Goeldi, Lívio Abramo, Marcello Grassmann.
A imprensa, a impressão e a gravação de imagens eram proibidas no Brasil colônia até a vinda de Dom João VI e a família real em 1808 e a fundação da Imprensa Régia, quando foi fundado o primeiro jornal brasileiro. As poucas tentativas realizadas de impressões foram duramente punidas. Não há, portanto, uma produção significativa de gravura no Brasil até o início do século XX. A gravura artística conceituada como obra independente e não de reprodução surge por volta de 1913 com a chegada do italiano Carlos Oswald, mas se firma mesmo como forma de arte somente por volta da década de 30.
Diferente da Europa no fim do século XIX, o Brasil não vive a decadência da gravura causada pela fotografia, a crise quase existencial que seu surgimento da causou em diversos pintores da época. No Brasil, a gravura artística chega depois da fotografia, como um país colonizado e movido pelo trabalho e o fazer, a arte se desenvolve sem o mesmo propósito do que na Europa. Aqui, ela chega como arte acessível, a partir da xilogravura e depois como experimentações a partir da gravura em metal para que se produzisse outro tipo de arte. Inicialmente focado em paisagens do cotidiano, depois evoluindo a partir desse tópico para discussões antropológicas e sociais. Ou, como no trabalho de Marcello Grassmann e muitos outros, contos, mitos ou histórias que os atravessavam.
A tradição e a força da gravura brasileira se formam nesta cadeia de ensino, no conhecimento que vem da prática e da discussão constante entre as partes. Como a gravura em metal é um processo específico que necessita de dominação total de todas as partes, a maior rede de ensino desse tipo de reprodução vem nos ateliês, passados de mestres para discípulos, formando gerações de gravadores.

## Importantes gravadores
- Albrecht Dürer (Alemanha)
- Piranesi (Itália)
- Rembrandt (Holanda)
- Goya (Espanha)
- Pablo Picasso (Espanha)
- Oswaldo Goeldi (Brasil)
- Iberê Camargo (Brasil)
- Lívio Abramo (Brasil)
- Arthur Luis Piza (Brasil)
- Adir Botelho (Brasil)
- Marcelo Grassmann (Brasil)
- Rubens Matuck (Brasil)
- Maria Bonomi (Brasil)
- Fayga Ostrower (Brasil)
- Renina Katz (Brasil)
- Regina Silveira (Brasil)
- Evandro Carlos Jardim (Brasil)
- Feres Lourenço Khoury (Brasil)
- Ruth Pimentel  (Brasil)
- Marcio Périgo (Brasil)
- Paulo Roberto Lisboa (Brasil)
- Anna Letycia Quadros (Brasil)
- Carlos Oswald (Brasil)
- Marcello Grassmann (Brasil)